# Las Pilas, Veracruz
Las Pilas är en ort i Mexiko.   Den ligger i kommunen Chalma och delstaten Veracruz, i den sydöstra delen av landet, 210 km norr om huvudstaden Mexico City. Las Pilas ligger 125 meter över havet och antalet invånare är 671.
Terrängen runt Las Pilas är kuperad åt sydväst, men åt nordost är den platt. Las Pilas ligger nere i en dal. Runt Las Pilas är det ganska tätbefolkat, med 248 invånare per kvadratkilometer. Närmaste större samhälle är Huejutla de Reyes, 2,6 km sydväst om Las Pilas. Omgivningarna runt Las Pilas är en mosaik av jordbruksmark och naturlig växtlighet.